# Leticia Reig
Leticia Reig (Valencia, 1983) es una fotógrafa española. Su especialidad es el Retrato fotográfico y la Fotografía publicitaria. De sus fotografías se ha dicho que son "instantáneas estudiadas al milímetro en las que no solo muestra una creatividad exquisita, sino que atrapa la magia de los momentos" "Sensualidad, romanticismo y delicadeza". En el año 2013 Leticia Reig es seleccionada para pertenecer a Unionwep, agrupación de fotógrafos de bodas que ese mismo año premia dos de sus fotografías.

## Biografía
Leticia Reig nace en Valencia (1983) donde desarrolla su atracción por el arte.
El dibujo y la pintura la cautivan, experimenta y refuerza con Estudios desde bien joven, aprendiendo la particularidad de la forma y del mirar.
Ingresa en la Facultad de Bellas Artes pero termina por decantarse por la fotografía como medio de expresión, lo que le lleva estudiar Imagen y diseño gráfico.
Leticia es miembro fundador del grupo Artevalencia. Seleccionada en 2013 por Google para presentar junto a otros 44 artistas de todo el mundo el proyecto Google Open Gallery.

## Exposiciones
- La Fotografía de Leticia Reig Exposición y visionado de   FOTOGRAFÍAS en "SmokerClub LCrew"    (Valencia) 2010.

- Las 7 Estaciones del Ermitaño Espai Cultural Benicassim Marzo-Abril 2011.

- Selección de FOTOGRAFÍAS "Fussió" (Benicàssim) Mayo 2012

- La Pepa junto a Ismael El Jardinero y Joan Pla (Benicàssim) Mayo 2012

- Selección 2011/2012 "El Corb" (Benicàssim)     Julio 2012

- Morfeo - Las Naves. Centro de Creación Contemporánea de Valencia. Septiembre 2012

- II Feria de Arte Marina d'Or. Oropesa (Castellón) Septiembre 2012

- Fotografía social "El Corb"(Benicàssim) Agosto 2013

- I Muestra de Arte Contemporáneo Artevalencia. Benicàssim (Castellón) Octubre 2013